# Fuentelisendo (kommunhuvudort)
Fuentelisendo är en kommunhuvudort i Spanien.   Den ligger i provinsen Provincia de Burgos och regionen Kastilien och Leon, i den centrala delen av landet, 130 km norr om huvudstaden Madrid. Fuentelisendo ligger 831 meter över havet och antalet invånare är 109.
Terrängen runt Fuentelisendo är huvudsakligen platt, men åt sydväst är den kuperad.  Trakten runt Fuentelisendo är nära nog obefolkad, med mindre än två invånare per kvadratkilometer. Närmaste större samhälle är Aranda de Duero, 18,4 km öster om Fuentelisendo. Trakten runt Fuentelisendo består till största delen av jordbruksmark.